# Trościan

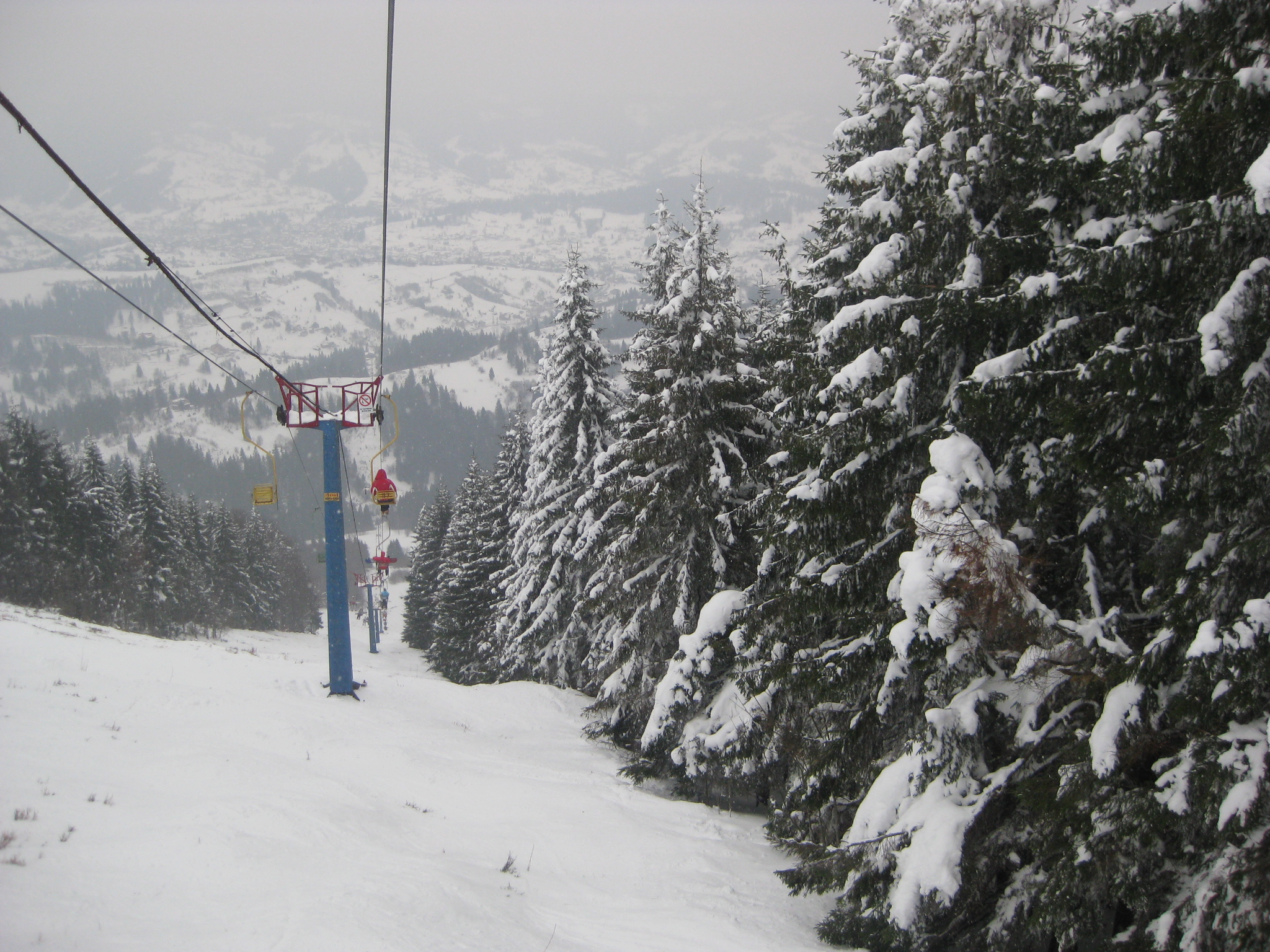
Wyciąg krzesełkowy prowadzący na Trościan

Trościan (ukr. Тростян, Trostian) – szczyt na Ukrainie, położony w Beskidach Skolskich.

## Topografia
Szczyt leży w południowej części pasma, znajduje się 24 km na południe od Paraszki oraz 52 km na wschód od Halicza w Bieszczadach. Masyw Trościana łączy się na wschodzie przełęczą o wysokości 785 m n.p.m. z Grzbietem Wierchowińskim między miejscowościami Ławoczne i Kalne, natomiast od reszty pasma Beskidów Skolskich oddzielony jest dolinami rzek Hołowczanka i Opór. Od szczytu odchodzi wiele grzbietów, w których można wyróżnić kilka bardziej wybitnych wzniesień, południowy grzbiet prowadzi do szczytu Orszowiec (1131 m n.p.m.), zachodni do Pszańca (1072 m n.p.m.), wschodni ciągnąc się przez kilka kilometrów dochodzi do Makówki (933 m n.p.m.). 3 km na wschód od szczytu znajduje się miejscowość Sławsko, przewyższenie szczytu względem otaczających dolin wynosi około 600 metrów.

## Przyroda
Pierwotnie szczyt w całości był pokryty lasem świerkowym, obecnie północne i wschodnie stoki są w większości wylesione, południowe i zachodnie natomiast w mniejszym stopniu, wierzchołek pokryty jest trawiastą roślinnością. Szczyt nie jest objęty żadną formą ochrony przyrodniczej.

## Turystyka
Ze wschodniej strony góry znajduje się stok narciarski, posiadający trasy o długości od 1500 m do 2000 m, o różnym stopniu trudności, w zależności od umiejętności i sprawności. Na szczyt prowadzi mnóstwo nieoznakowanych ścieżek, poza tym można tu dotrzeć ze Sławska wyciągiem krzesełkowym o długości 2750 metrów.
Przed wojną na szczycie znajdowało się schronisko turystyczne.
Widok z wierzchołka przedstawia głównie Karpaty Ukraińskie, Gorgany i Połonina Krasna na południu, Beskidy Skolskie na wschodzie i północy, a także Bieszczady i Borżawę na zachodzie, przy dobrych warunkach można stąd dostrzec Lwów (120 km).